# Dubai World Central

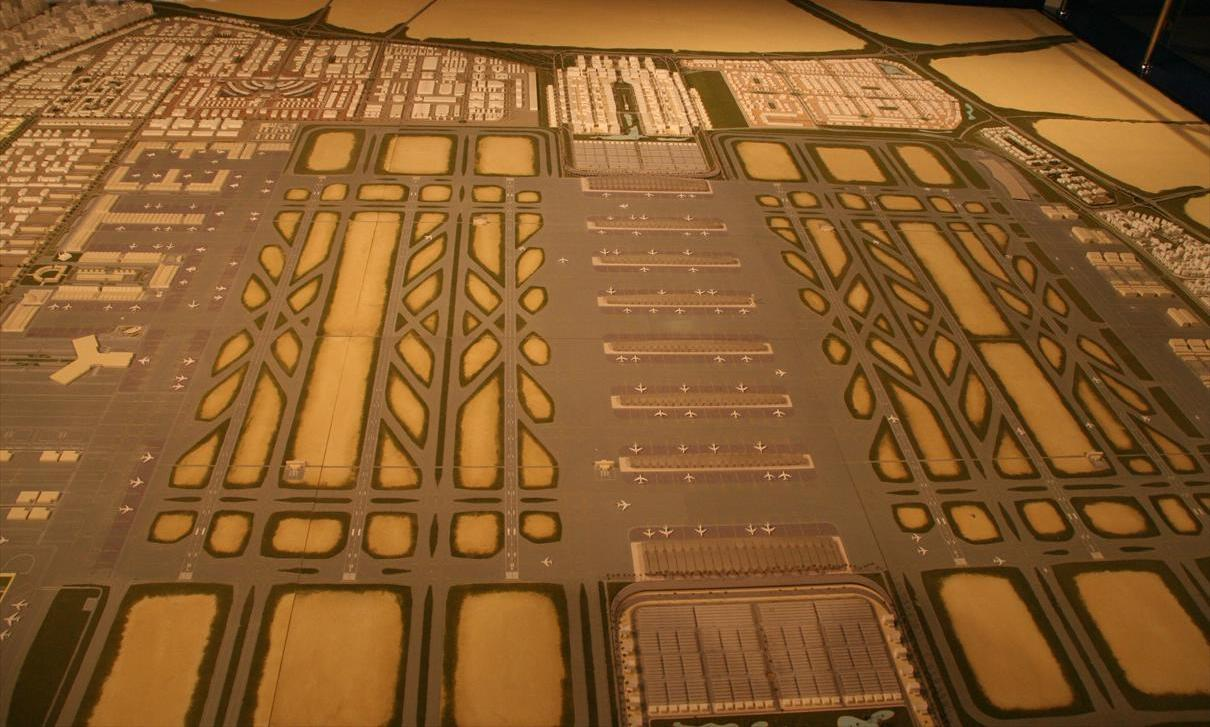
Масштабная модель аэропорта Аль-Мактум (2006 год)

Dubai South — район в городе Дубай (Объединённые Арабские Эмираты). Крупный многофазовый комплекс в центре которого расположен крупнейший Международный аэропорт Аль-Мактум, вокруг будут построены 3 отеля категорий 5*, 4*, 3*, торговый центр, двухэтажные виллы, 24-этажные здания с апартаментами, школы и другие объекты городской инфраструктуры.
Dubai South расположен в районе Джебель-Али, недалеко от его речного порта с одним из крупнейших в мире контейнерных терминалов. Dubai South связан со всеми автомагистралями страны, через него пройдет проектируемая линия высокоскоростной железной дороги.
Площадь Dubai South составит 7,16 млн м², в нем смогут жить и работать более 750 000 человек. Стоимость создания инфраструктуры — $33 млрд.

## Состав
Dubai South включает в себя:
- Международный аэропорт Аль-Мактум
- Logistics City (DLC)
- Commercial City
- Enterprise Park — НИИ, офисы, площади для конференций и павильонов, научно-технологический университет для 3-4 тысяч студентов[2].
- Residential City
- Staff Village — жилой центр для сотрудников
- Aviation City
- Golf City

## История
Впервые план строительства Dubai World Central был представлен 2 мая 2006 года на выставке «Arabian Travel Market 2006», посвященной туризму и путешествиям на Среднем Востоке.
Строительство комплекса разбито на три фазы, первая из которых окончилась летом 2010 года открытием аэропорта Аль-Мактум.
В августе 2015 года название было изменено на Dubai South.